# Egyed
Egyed è un comune di 587 abitanti situato nella contea di Győr-Moson-Sopron, nell'Ungheria nordoccidentale.